# Danh sách sân vận động quốc gia
Nhiều quốc gia có một sân vận động thể thao quốc gia, nó thường được dùng như là sân nhà dành riêng cho một hoặc nhiều đội thể thao đại diện quốc gia của một nước. Thuật ngữ này thường được sử dụng nhất trong bóng đá. Thông thường, một sân vận động quốc gia sẽ được trong hoặc rất gần thủ đô của một quốc gia hoặc thành phố lớn nhất. Đó thường (nhưng không phải luôn luôn) là địa điểm tổ chức thể thao lớn nhất và xa hoa nhất của đất nước với các giải đấu lớn có bề dày lịch sử (như FIFA World Cup, Olympic, v.v.). Trong nhiều, nhưng không phải tất cả các trường hợp, nó còn được sử dụng bởi một đội bóng địa phương. Nhiều quốc gia, bao gồm cả Tây Ban Nha và Hoa Kỳ, không có một sân vận động quốc gia rõ ràng; thay vào đó các trận đấu được thi đấu trên cả nước. Việc thiếu một sân vận động quốc gia có thể được xem là lợi thế hơn vì chỉ định một sân vận động duy nhất sẽ hạn chế lượng người hâm mộ có khả năng thực tế tham dự các trận đấu cũng như sự quan tâm của các chi phí vận chuyển, đặc biệt là trong trường hợp của Hoa Kỳ do kích thước địa lý của nó và dân số cao.
Danh sách các sân vận động:

## Afghanistan
- Sân vận động Cricket Quốc tế Ghazi Amanullah (cricket)
- Sân vận động Ghazi (bóng đá)

## Albania
- Arena Kombëtare (bóng đá)
- Elbasan Arena (bóng đá)
- Sân vận động Loro Boriçi (bóng đá)

## Algérie
- Sân vận động 5 tháng 7 (bóng đá)

## Samoa thuộc Mỹ
- Sân vận động bóng đá Pago Park (bóng đá)
- Sân vận động Tưởng niệm Cựu chiến binh (bóng đá)

## Andorra
- Sân vận động Quốc gia (bóng đá và rugby union)
- Sân vận động Comunal d'Andorra la Vella (bóng đá)

## Angola
- Sân vận động 11 tháng 11 (bóng đá)

## Antigua và Barbuda
- Sân vận động Sir Vivian Richards (cricket và bóng đá)
- Antigua Recreation Ground (cricket và bóng đá)

## Argentina
- Sân vận động tượng đài Antonio Vespucio Liberti (bóng đá)
- Sân vận động đa năng Parque Roca (bóng rổ và tennis)
- Sân vận động Quốc gia Hockey (khúc côn cầu)
- Campo Argentino de Polo (polo)
- Sân vận động CeNARD (điền kinh)
- Sân vận động José Amalfitani, được biết đến là Vélez Sársfield (rugby union)

## Armenia
- Sân vận động Cộng hòa Vazgen Sargsyan (bóng đá)
- Sân vận động Hrazdan (bóng đá)

## Úc
Úc không có sân vận động quốc gia chính thức, hai sân vận động lớn nhất thường tổ chức các sự kiện lớn là:
- Melbourne Cricket Ground (Cricket và bóng bầu dục Úc) - là sân vận động thể thao lớn nhất Úc và rộng thứ hai tại Southern Hemisphere với sức chứa 100.024 người.
- Sân vận động Australia, được biết đến theo tên nhà tài trợ 'ANZ'.

## Áo
- Sân vận động Ernst Happel (bóng đá)

## Azerbaijan
- Sân vận động Olympic Baku (bóng đá)

## Bahamas
- Sân vận động Thomas Robinson (bóng đá và điền kinh)

## Bahrain
- Sân vận động Quốc gia Bahrain (bóng đá)

## Bangladesh
- Sân vận động Quốc gia Bangabandhu (bóng đá và điền kinh)
- Sân vận động Cricket Quốc gia Sher-e-Bangla (cricket)

## Barbados
- Kensington Oval (cricket)
- Sân vận động Quốc gia Barbados (bóng đá và điền kinh)
- Trung tâm Aquatic (bơi nghệ thuật, bơi lội và bóng nước)

## Belarus
- Sân vận động Dinamo (bóng đá)
- Borisov Arena (bóng đá)

## Bỉ
- Sân vận động Nhà vua Baudouin (bóng đá và điền kinh)

## Belize
- Sân vận động FFB (bóng đá)
- Sân vận động Isidoro Beaton (bóng đá)

## Bénin
- Sân vận động Hữu nghị (bóng đá)
- Sân vận động Charles de Gaulle (bóng đá)

## Bermuda
- Sân vận động Quốc gia Bermuda (bóng đá, rugby union, điền kinh và cricket)

## Bhutan
- Sân vận động Changlimithang (bóng đá và bắn cung)

## Bolivia
- Sân vận động Hernando Siles (bóng đá)

## Bosna và Hercegovina
- Sân vận động Grbavica (bóng đá)
- Sân vận động Bilino Polje (bóng đá)
- Sân vận động Thành phố Koševo (bóng đá)

## Botswana
- Sân vận động Quốc gia Botswana (bóng đá)
- Sân vận động Francistown (bóng đá)

## Brasil
- Sân vận động Maracanã (bóng đá)

## Brunei
- Sân vận động Quốc gia Hassanal Bolkiah (bóng đá)

## Bulgaria
- Sân vận động Quốc gia Vasil Levski (bóng đá và điền kinh)

## Burkina Faso
- Sân vận động 4 tháng 8 (bóng đá)

## Burundi
- Sân vận động Hoàng tử Louis Rwagasore (bóng đá)

## Campuchia
- Sân vận động Quốc gia Morodok Techo (bóng đá và điền kinh)
- Sân vận động Olympic Phnôm Pênh (bóng đá và điền kinh)

## Cameroon
- Sân vận động Olembe (bóng đá và điền kinh)

## Canada
- BC Place (nhiều môn thể thao)
- BMO Field (bóng đá)
- Maple Leaf Cricket Club (cricket)
- Trung tâm Rogers (bóng chày)
- Scotiabank Arena (bóng rổ)
- Shamrock Field (các môn thi đấu Gaelic)

## Cabo Verde
- Sân vận động Quốc gia Cabo Verde (bóng đá)

## Cộng hòa Trung Phi
- Sân vận động Barthélemy Boganda (bóng đá)

## Chile
- Sân vận động Quốc gia Julio Martínez Prádanos (bóng đá)

## Trung Quốc
- Sân vận động Quốc gia Bắc Kinh (bóng đá và điền kinh)

## Colombia
- Sân vận động đô thị Roberto Meléndez (bóng đá)[1]

## Comoros
- Sân vận động Thể thao Malouzini (bóng đá)

## Cộng hòa Congo
- Sân vận động Thành phố Kintélé (bóng đá và điền kinh)
- Sân vận động Alphonse Massemba-Débat (bóng đá)

## Cộng hòa Dân chủ Congo
- Sân vận động Martyrs (bóng đá và điền kinh)

## Quần đảo Cook
- Sân vận động Avarua Tereora (bóng đá)

## Costa Rica
- Sân vận động Quốc gia Costa Rica (bóng đá và điền kinh)

## Bờ Biển Ngà
- Sân vận động Quốc gia Bờ Biển Ngà (bóng đá)
- Sân vận động Félix Houphouët-Boigny (bóng đá)

## Croatia
- Sân vận động Maksimir (bóng đá)
- Sân vận động Poljud (bóng đá)

## Cuba
- Sân vận động Pedro Marrero (bóng đá)
- Sân vận động Latinoamericano (bóng chày)

## Síp
- Sân vận động GSP (bóng đá)

## Cộng hòa Séc
- Sân vận động Strahov (sokol)
- Sân vận động Sinobo (bóng đá)
- O2 arena (khúc côn cầu trên băng)

## Đan Mạch
- Sân vận động Parken (bóng đá)

## Djibouti
- Sân vận động El Hadj Hassan Gouled Aptidon (bóng đá)

## Dominica
- Windsor Park (cricket và bóng đá)

## Cộng hòa Dominica
- Sân vận động Olympic Félix Sánchez (điền kinh và bóng đá)
- Sân vận động Quisqueya (bóng chày)

## Đông Timor
- Sân vận động Quốc gia (bóng đá)

## Ecuador
- Sân vận động Olympic Atahualpa (bóng đá và điền kinh)

## Ai Cập
- Sân vận động Borg El Arab (bóng đá)
- Sân vận động Quốc tế Cairo (bóng đá và điền kinh)

## El Salvador
- Sân vận động Cuscatlán (bóng đá)

## Guinea Xích Đạo
- Sân vận động Bata (bóng đá)
- Sân vận động Malabo (bóng đá)

## Eritrea
- Sân vận động Cicero (bóng đá)

## Estonia
- A. Le Coq Arena (bóng đá)
- Sân vận động Kadrioru (điền kinh)
- Saku Suurhall (bóng rổ)

## Eswatini
- Sân vận động Quốc gia Somhlolo (bóng đá)
- Trung tâm Thể thao Mavuso (bóng đá)

## Ethiopia
- Sân vận động Bahir Dar (bóng đá)
- Sân vận động Addis Ababa (bóng đá)

## Quần đảo Faroe
- Tórsvøllur (bóng đá)

## Liên bang Micronesia
- Khu liên hợp thể thao Yap (bóng đá và điền kinh)

## Fiji
- Sân vận động Quốc gia ANZ (bóng đá và rugby union)

## Phần Lan
- Sân vận động Olympic Helsinki (bóng đá và điền kinh)
- Hartwall Arena (khúc côn cầu trên băng)

## Pháp
- Stade de France (bóng đá, rugby union và điền kinh)

## Gabon
- Sân vận động Angondjé (bóng đá)
- Sân vận động Omar Bongo (bóng đá)

## Gambia
- Sân vận động Độc lập (bóng đá)

## Gruzia
- Boris Paichadze Dinamo Arena (bóng đá và rugby union)

## Đức
- Đội tuyển bóng đá quốc gia Đức sử dụng nhiều sân vận động khác nhau. Tuy nhiên, nơi diễn ra trận chung kết Cúp quốc gia Đức là Sân vận động Olympic ở Berlin.

## Ghana
- Sân vận động Baba Yara (bóng đá)
- Sân vận động Thể thao Accra (bóng đá)

## Hy Lạp
- Sân vận động Olympic (bóng đá và điền kinh)

## Greenland
- Sân vận động Nuuk (bóng đá)

## Grenada
- Sân vận động Thể thao Kirani James (bóng đá và điền kinh)
- Queen's Park (cricket)

## Guatemala
- Sân vận động Doroteo Guamuch Flores (bóng đá và điền kinh)

## Guinée
- Sân vận động Tướng Lansana Conté (bóng đá)
- Sân vận động 28 tháng 9 (bóng đá)

## Guiné-Bissau
- Sân vận động 24 tháng 9 (bóng đá)

## Guyana
- Sân vận động Providence (cricket và bóng đá)
- Bourda (cricket)

## Haiti
- Sân vận động Sylvio Cator (bóng đá)

## Honduras
- Sân vận động Olímpico Metropolitano (bóng đá)
- Sân vận động Tiburcio Carías Andino (bóng đá)

## Hồng Kông
- Sân vận động Hồng Kông (bóng đá và rugby sevens)

## Hungary
- Puskás Aréna (bóng đá)

## Iceland
- Laugardalsvöllur (bóng đá)

## Ấn Độ
- Sân vận động Jawaharlal Nehru (điền kinh)[cần dẫn nguồn]
- Sân vận động Quốc gia Major Dhyan Chand (Khúc côn cầu trên cỏ)
- Sân vận động Salt Lake (bóng đá)

## Indonesia
- Sân vận động Gelora Bung Karno (bóng đá)
- Sân vận động Gelora Bung Karno Madya (điền kinh)

## Iran
- Sân vận động Azadi (bóng đá)

## Iraq
- Sân vận động Quốc tế Basra (bóng đá)
- Sân vận động Al-Shaab (bóng đá)

## Israel
- Sân vận động Teddy (bóng đá)
- Sân vận động Sammy Ofer (bóng đá)
- Sân vận động Bloomfield (bóng đá)
- Menora Mivtachim Arena (bóng rổ)
- Sân vận động Canada (quần vợt)

## Ý
- Đội tuyển bóng đá quốc gia Ý thường chơi trên nhiều sân vận động khác nhau.
- Sân vận động Olimpico (Thế vận hội và rugby union)

## Jamaica
- Sân vận động Độc lập (bóng đá và điền kinh)
- Sabina Park (cricket)

## Nhật Bản
- Tokyo Dome (bóng chày)
- Koshien (bóng chày)
- Sân vận động Quốc gia Nhật Bản (bóng đá và điền kinh)
- Chichibunomiya Rugby (rugby union)
- Kokugikan (sumo)

## Jordan
- Sân vận động Quốc tế Amman (bóng đá)
- Sân vận động Quốc vương Abdullah II (bóng đá)

## Kazakhstan
- Astana Arena (bóng đá)

## Kenya
- Trung tâm Thể thao Quốc tế Moi (bóng đá)

## Kiribati
- Sân vận động Quốc gia Bairiki (bóng đá)

## Hàn Quốc
- Sân vận động Olympic Seoul (điền kinh)
- Sân vận động World Cup Seoul (bóng đá)

## Cộng hòa Dân chủ Nhân dân Triều Tiên
- Sân vận động Kim Nhật Thành (bóng đá và điền kinh)
- Sân vận động mùng 1 tháng 5 Rungrado (bóng đá)

## Kosovo
- Sân vận động Fadil Vokrri (bóng đá)

## Kuwait
- Sân vận động Quốc tế Jaber Al-Ahmad (bóng đá)
- Sân vận động Câu lạc bộ Thể thao Al Kuwait (bóng đá)

## Kyrgyzstan
- Sân vận động Dolen Omurzakov (bóng đá và điền kinh)

## Lào
- Sân vận động Quốc gia Lào (bóng đá và điền kinh)

## Latvia
- Arēna Rīga (bóng rổ, khúc côn cầu trên băng và bóng chuyền)
- Sân vận động Daugava (bóng đá)

## Lesotho
- Sân vận động Setsoto (bóng đá và điền kinh)

## Liban
- Sân vận động Thành phố Thể thao Camille Chamoun (bóng đá)

## Liberia
- Khu liên hợp thể thao Samuel Kanyon Doe (bóng đá)

## Libya
- Sân vận động Tripoli (bóng đá)

## Liechtenstein
- Sân vận động Rheinpark (bóng đá)

## Litva
- Žalgiris Arena (bóng rổ)
- Sân vận động LFF (bóng đá)
- Sân vận động Darius và Girėnas (bóng đá)

## Luxembourg
- Sân vận động Luxembourg (bóng đá)

## Ma Cao
- Sân vận động Campo Desportivo (bóng đá)

## Madagascar
- Sân vận động Thành phố Mahamasina (bóng đá)

## Malawi
- Sân vận động Quốc gia Bingu (bóng đá)
- Sân vận động Kamuzu (bóng đá)

## Malaysia
- Sân vận động Quốc gia Bukit Jalil (bóng đá và điền kinh)

## Maldives
- Sân vận động bóng đá quốc gia (bóng đá)

## Mali
- Sân vận động 26 tháng 3 (bóng đá)

## Malta
- Sân vận động Ta' Qali (bóng đá)
- Hibernians Ground (rugby union)

## Martinique
- Sân vận động Pierre-Aliker (bóng đá và điền kinh)

## Maroc
- Sân vận động Hoàng tử Moulay Abdellah (bóng đá)
- Sân vận động Mohammed V (bóng đá)

## Quần đảo Marshall
- Sân vận động Thể thao (bóng đá, bóng rổ, bóng chuyền)

## Mauritanie
- Sân vận động Olympic (bóng đá)
- Sân vận động Cheikha Ould Boïdiya (bóng đá)

## Mauritius
- Sân vận động George V (bóng đá)

## México
- Sân vận động Azteca (bóng đá)
- Sân vận động Olimpico Universitario (điền kinh)
- Revolution Ice Rink (khúc côn cầu trên băng)

## Moldova
- Sân vận động Zimbru (bóng đá)

## Monaco
- Sân vận động Louis II (bóng đá và điền kinh)

## Mông Cổ
- Trung tâm bóng đá MFF (bóng đá)

## Montenegro
- Sân vận động Thành phố Podgorica (bóng đá)

## Mozambique
- Sân vận động Zimpeto (bóng đá)

## Myanmar
- Sân vận động Thuwunna (bóng đá)

## Namibia
- Sân vận động Độc lập (bóng đá)
- Sân vận động Sam Nujoma (bóng đá)
- Sân vận động Rugby Hage Geingob (rugby union)

## Nauru
- Sân vận động Meneng (bóng đá)

## Nepal
- Sân vận động Dasarath Rangasala (bóng đá)

## Hà Lan
- Sân vận động Olympic (điền kinh)
- Đội tuyển bóng đá quốc gia không có sân vận động. Họ thi đấu trên toàn quốc, thường là sân Johan Cruyff Arena ở Amsterdam, sân nhà của Ajax.

## New Zealand
- Eden Park (cricket và rugby union)
- Sân vận động Khu vực Wellington (bóng đá và rugby union)
- Vector Arena (bóng rổ và bóng lưới)

## Nicaragua
- Sân vận động Quốc gia Dennis Martínez (bóng chày)
- Sân vận động bóng đá quốc gia Nicaragua (bóng đá)

## Niger
- Sân vận động Tướng Seyni Kountché (bóng đá)

## Nigeria
- Sân vận động Quốc gia Moshood Abiola (bóng đá)

## Bắc Macedonia
- Toše Proeski Arena (bóng đá)

## Na Uy
- Sân vận động Ullevaal (bóng đá)
- Sân vận động Bislett (điền kinh)

## Oman
- Khu liên hợp thể thao Sultan Qaboos (bóng đá)

## Pakistan
- Sân vận động Quốc gia (cricket)
- Sân vận động Punjab (bóng đá)
- Sân vận động Thể thao Jinnah (bóng đá)
- Sân vận động bóng đá Nhân dân (bóng đá)

## Palau
- Sân vận động Quốc gia Palau (Sân vận động PCC Palau Track & Field), (bóng đá và các môn thể thao khác)

## Panama
- Sân vận động Quốc gia Panama (bóng chày)
- Sân vận động Rommel Fernández (bóng đá)

## Papua New Guinea
- Sân vận động Sir John Guise (rugby league và bóng đá)

## Paraguay
- Sân vận động Defensores del Chaco (bóng đá)

## Peru
- Sân vận động Quốc gia Peru (bóng đá)

## Philippines
- Sân vận động tưởng niệm Rizal (điền kinh, bóng đá)
- Sân vận động điền kinh thành phố New Clark (điền kinh)

## Ba Lan
- Sân vận động Śląski (Sân vận động Silesian) ở Chorzów (bóng đá)
- Sân vận động Quốc gia (bóng đá)
- Sân vận động Quốc gia Rugby (rugby union)

## Bồ Đào Nha
- Sân vận động Quốc gia (bóng đá và điền kinh)
- Sân vận động Ánh sáng (bóng đá)
- Sân vận động Đại học Lisbon (rugby union)

## Qatar
- Sân vận động Quốc tế Khalifa (bóng đá)
- Sân vận động Jassim bin Hamad (bóng đá)

## Cộng hòa Ireland
- Sân vận động Quốc gia (boxing)
- Croke Park (các môn thi đấu Gaelic)
- Sân vận động Aviva (rugby union và bóng đá)
- Sân vận động Morton (điền kinh)

## România
- Arena Națională (bóng đá)
- Sân vận động Quốc gia Rugby (rugby union)

## Nga
- Sân vận động Luzhniki (bóng đá và điền kinh)

## Rwanda
- Sân vận động Amahoro (bóng đá)
- Sân vận động Khu vực Nyamirambo (bóng đá)

## Saint Kitts và Nevis
- Khu liên hợp thể thao Warner Park (cricket và bóng đá)

## Saint Lucia
- Sân vận động George Odlum (bóng đá và điền kinh)

## Saint Vincent và Grenadines
- Sân vận động Arnos Vale (cricket và bóng đá)

## Samoa
- Sân vận động bóng đá quốc gia (bóng đá)

## San Marino
- Sân vận động San Marino (bóng đá)

## São Tomé và Príncipe
- Sân vận động Quốc gia 12 tháng 7 (bóng đá)

## Ả Rập Xê Út
- Sân vận động Quốc tế Nhà vua Fahd (bóng đá và điền kinh)
- Thành phố Thể thao Nhà vua Abdullah (bóng đá)

## Sénégal
- Sân vận động Léopold Sédar Senghor (bóng đá)

## Serbia
- Sân vận động Partizan (bóng đá)
- Sân vận động Sao Đỏ (bóng đá)
- Štark Arena (bóng rổ)

## Seychelles
- Sân vận động Linité (bóng đá)

## Sierra Leone
- Sân vận động Quốc gia (bóng đá và điền kinh)

## Singapore
- Sân vận động Quốc gia (bóng đá và điền kinh)
- Sân vận động Jalan Besar (bóng đá)

## Slovakia
- Tehelné pole (bóng đá)

## Slovenia
- Sân vận động Stožice (bóng đá)

## Quần đảo Solomon
- Sân vận động Lawson Tama (bóng đá)

## Somalia
- Sân vận động Mogadishu (bóng đá)
- Sân vận động Banadir (bóng đá)

## Cộng hòa Nam Phi
- Sân vận động FNB (bóng đá)
- Newlands (rugby union)
- The Wanderers (cricket)
- Randburg Astroturf (khúc côn cầu)

## Nam Sudan
- Sân vận động Juba (bóng đá)

## Tây Ban Nha
- Đội tuyển bóng đá quốc gia Tây Ban Nha thường thi đấu trên nhiều sân khác nhau. Tuy nhiên họ thường dùng 2 sân chính: Camp Nou (sân nhà của Barcelona), sân lớn nhất Tây Ban Nha và châu Âu, cũng như Sân vận động Santiago Bernabéu (Real Madrid), nơi diễn ra trận chung kết FIFA World Cup 1982, được đặt tại thủ đô Madrid.

## Sri Lanka
- Sân vận động Sugathadasa (bóng đá và điền kinh)
- Trường đua Colombo (bóng đá)

## Nhà nước Palestine
- Sân vận động Quốc tế Faisal Al-Husseini (bóng đá)

## Sudan
- Sân vận động Khartoum (bóng đá)

## Suriname
- Sân vận động André Kamperveen (bóng đá)

## Thụy Điển
- Friends Arena (bóng đá nam)
- Gamla Ullevi (bóng đá nữ)
- Tele2 Arena (bóng bầu dục Mỹ, speedway)
- Stockholms Stadion (điền kinh)
- Ericsson Globe (khúc côn cầu trên băng)
- Lugnet (nordic skiing)
- Åre Ski Area (trượt tuyết đổ đèo)
- Sân vận động Arena (bóng rổ)
- Nya Örvallen (bóng chày)
- Eriksdalsbadet (bơi)

## Thụy Sĩ
- Stade de Suisse (bóng đá)
- St. Jakob-Park (bóng đá)
- PostFinance Arena (khúc côn cầu trên băng)

## Syria
- Sân vận động Abbasiyyin (bóng đá)
- Sân vận động Quốc tế Aleppo (bóng đá)

## Đài Loan
- Sân vận động Thành phố Đài Bắc (bóng đá)
- Sân vận động Quốc gia Cao Hùng (a.k.a. Sân vận động World Games) (bóng đá và điền kinh)

## Tajikistan
- Sân vận động Pamir (bóng đá và điền kinh)

## Tanzania
- Sân vận động Quốc gia (bóng đá)

## Tchad
- Sân vận động Thể thao Idriss Mahamat Ouya (bóng đá)

## Thái Lan
- Sân vận động Rajamangala (bóng đá và điền kinh)

## Tonga
- Trung tâm Loto-Tonga Soka (bóng đá)

## Togo
- Sân vận động Kégué (bóng đá)

## Trinidad và Tobago
- Sân vận động Hasely Crawford (bóng đá và điền kinh)

## Thổ Nhĩ Kỳ
- Sân vận động Olympic Atatürk (bóng đá và điền kinh)

## Turkmenistan
- Sân vận động Olympic (bóng đá và điền kinh)
- Sân vận động Köpetdag (bóng đá và điền kinh)

## Tunisia
- Sân vận động Olympic Hammadi Agrebi (bóng đá và điền kinh)

## Tuvalu
- Tuvalu Sports Ground (bóng đá và rugby union)

## Uganda
- Sân vận động Quốc gia Mandela (bóng đá)

## Ukraina
- Khu liên hợp thể thao quốc gia Olimpiyskiy (bóng đá và điền kinh)

## Các Tiểu vương quốc Ả Rập Thống nhất
- Sân vận động Thành phố Thể thao Zayed (bóng đá)

## Vương quốc Anh
- Sân vận động Luân Đôn (điền kinh và bóng đá)
- Wimbledon Centre Court (quần vợt)

### Anh
- Lord's Cricket Ground (cricket)
- Twickenham (rugby union)
- Sân vận động Wembley (bóng đá và rugby league)
- Lee Valley Hockey & Tennis Center (hockey)

### Bắc Ireland
- Windsor Park (bóng đá)
- Mary Peters Track (điền kinh)

### Scotland
- Hampden Park (bóng đá)
- Murrayfield (rugby union)
- The Grange (cricket)

### Wales
- Sân vận động Thiên niên kỷ (rugby union và bóng đá)
- Sân vận động SWALEC (cricket)
- Sân vận động Thành phố Cardiff (bóng đá)

## Hoa Kỳ
- Giống như Tây Ban Nha, Đức hay Ý, Đội tuyển bóng đá quốc gia Hoa Kỳ không có sân nhà chính thức. Họ thi đấu các trận đấu trên toàn quốc. Tuy nhiên, 24 trận diễn ra tại Sân vận động RFK ở thủ đô Washington, D.C., nhiều nhất nên được đề nghị sân tưởng niệm RFK là sân quốc gia de facto.[2][3] Đội tuyển bóng đá nữ quốc gia Hoa Kỳ cũng không có sân.

## Uruguay
- Sân vận động Centenario (bóng đá)
- Sân vận động Charrúa (rugby union)

## Uzbekistan
- Sân vận động Trung tâm Pakhtakor (bóng đá)
- Sân vận động Milliy (bóng đá)

## Vanuatu
- Sân vận động Thành phố Port Vila (bóng đá)

## Thành Vatican
- Campo Pio XI (bóng đá)

## Venezuela
- Sân vận động Thể thao Pueblo Nuevo (bóng đá)

## Việt Nam
- Sân vận động Quốc gia Mỹ Đình (bóng đá)

## Yemen
- Sân vận động Thành phố Thể thao Althawra (bóng đá)

## Zambia
- Sân vận động Anh hùng Quốc gia (bóng đá và điền kinh)
- Sân vận động Levy Mwanawasa (bóng đá)

## Zimbabwe
- Sân vận động Thể thao Quốc gia (bóng đá, rugby union và điền kinh)